# 47620 Joeplassmann
47620 Joeplassmann este o planetă minoră (asteroid) din centura de asteroizi. A fost descoperită pe 30 ianuarie 2000 la Catalina Station⁠(d) de Catalina Sky Survey. 
Obiectul prezintă o orbită caracterizată de o semiaxă mare de 2,5689725018404 UAi, o excentricitate de 0,21002282636472, o înclinație de 8,4385121520197 ° în raport cu ecliptica.